# Paraleptastacus longicaudatus
Paraleptastacus longicaudatus är en kräftdjursart som beskrevs av Nicholls 1940. Paraleptastacus longicaudatus ingår i släktet Paraleptastacus och familjen Leptastacidae. Inga underarter finns listade i Catalogue of Life.